# Délio Jardim de Mattos
Délio Jardim de Mattos (Rio de Janeiro, 23 de novembro de 1916 — Rio de Janeiro, 13 de setembro de 1990) foi um militar brasileiro, ministro da Aeronáutica nos governos dos presidentes Ernesto Geisel e João Figueiredo.
A Base Aérea dos Afonsos recebeu o nome de Campo Délio Jardim de Mattos em homenagem ao comando que teve na base aérea.

## Carreira
Estudou na Escola Militar do Realengo, onde em 1941, foi transferido para o recém-criado Ministério da Aeronáutica. Durante o segundo Governo de Getúlio Vargas, comandou o 2º Grupo de Transportes, no Rio de Janeiro.
Muito ligado ao brigadeiro Eduardo Gomes, participou ativamente das investigações do atentado da Rua Tonelero, no Rio de Janeiro, em que saiu ferido o líder oposicionista Carlos Lacerda e que resultou na morte do major-aviador Rubens Florentino Vaz.
Em 1955 assumiu o comando da Base Aérea dos Afonsos e participou do movimento que tentou impedir a posse do presidente Juscelino Kubitschek. Foi destituído do comando e, em 1957, assumiu o comando do 6º Grupo de Aviação, no Recife, do qual também seria destituído, sendo então removido para o Estado-Maior das Forças Armadas (EMFA).
Foi um dos principais articulares, na Aeronáutica, do Regime  Militar que, em 1964, depôs o presidente João Goulart. Durante o Governo de Humberto Castelo Branco, integrou o Gabinete Militar da Presidência da República, como subchefe da Aeronáutica.
Em 1969 comandou a Escola de Oficiais Especialistas e a Infantaria de Guarda, sediada em Curitiba, assumindo em 1972 a chefia do IV Comando Aéreo Regional, sediado em São Paulo. Foi ainda chefe do Comando Geral do Ar, chefe do Estado-Maior da Aeronáutica (EMAER) e ministro do Superior Tribunal Militar (STM). 
Em março de 1979 assumiu o Ministério da Aeronáutica. Na sua gestão, entre outras medidas, revogou as portarias que suspendiam a concessão de licença e a revalidação de certificados de habilitação a pilotos militares, aeronautas e aeroviários punidos por atos institucionais e complementares, após  o Regime Militar  de 1964.